# احمد الخضر
احمد الخضر (عربی: أحمد محمد الخضر؛ زادهٔ ۳۰ نوامبر ۱۹۸۴) بازیکن فوتبال اهل لبنان بود.
وی همچنین در تیم‌های ملی فوتبال زیر ۲۳ سال لبنان و لبنان بازی کرده است.